# Ihr wallenden Wolken, BWV Anh. 197
Ihr wallenden Wolken, BWV Anh. 197 (Ondulants bancs de núvols) és una cantata perduda de Bach, de l'època de Köthen, estrenada probablement per al dia de Cap d'Any d'un any entre 1718 i 1723. No es coneix l'autor del llibret, la música s'ha pedut i tampoc pot assegurar-se l'autoria de Bach.